# Maserung

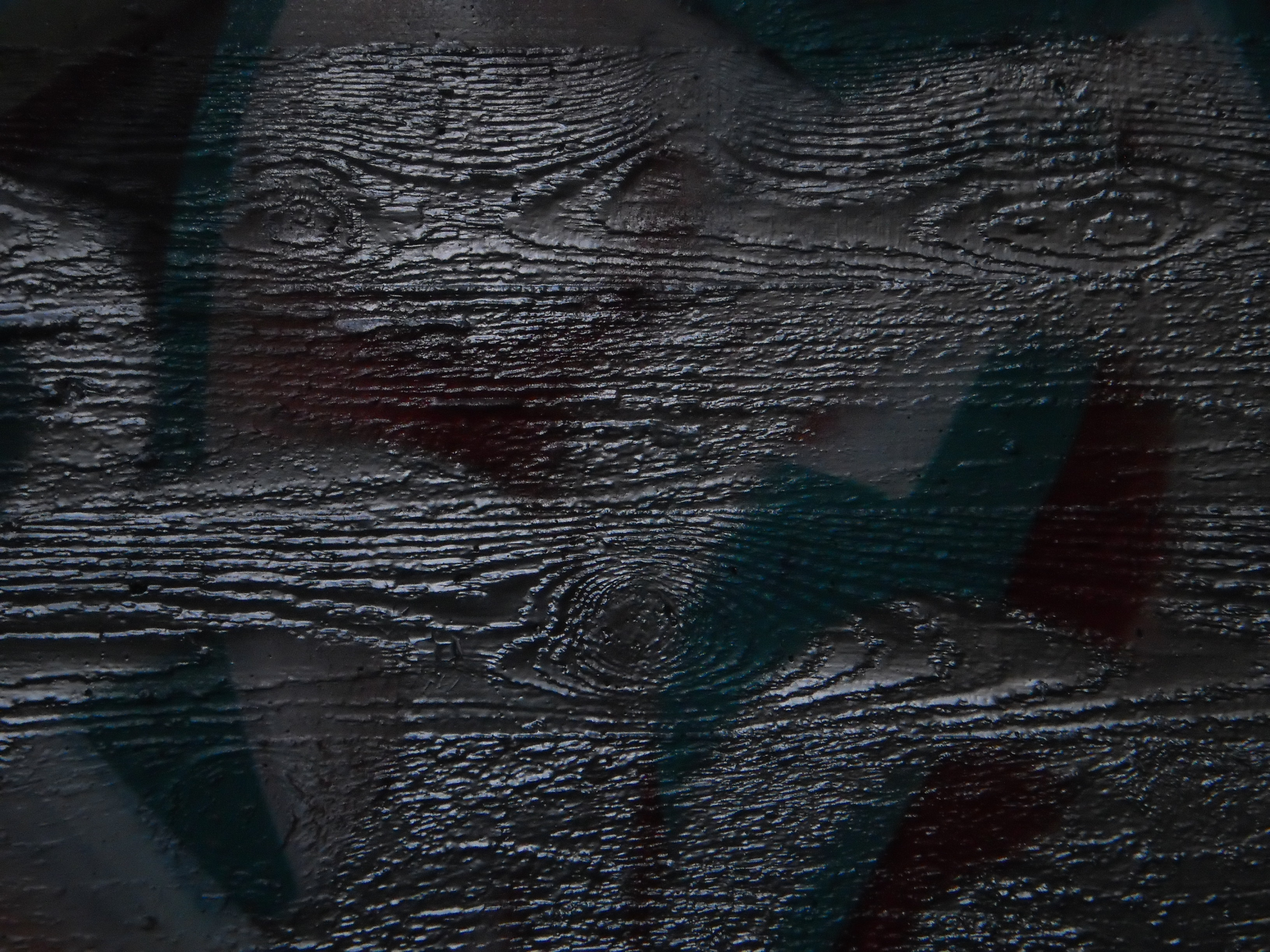
Abdruck der Holzmaserung von Brettern einer Schalhaut auf Sichtbeton

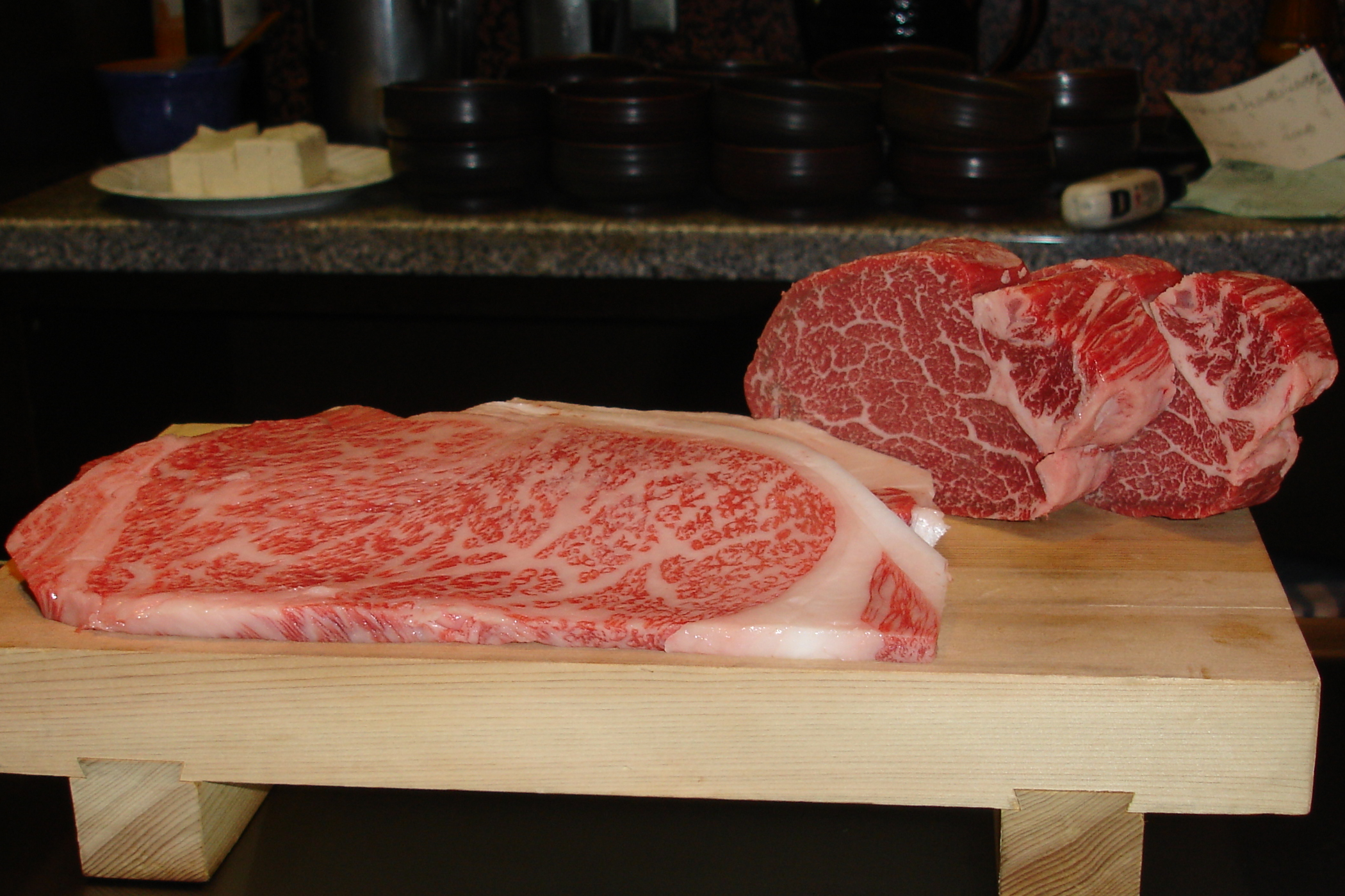
Kobe- bzw. Wagyū-Fleisch mit Fett-Maserung

Als Maserung (vgl. mittelhochdeutsch mase, „Fleck, fleckige Textur, auch fleckige Texturveränderung der Haut, Mal, Wundmal“) wird eine wellige Musterung in Holz, Leder, Marmor oder auch Fleisch bezeichnet.
Sie wird auch Holzbild genannt und bezeichnet dann die Textur des geschnittenen Holzes. Sehr deutlich tritt sie bei Schnitten tangential zu den Jahresringen und bei Messerfurnieren auf.

## Holzmaserung

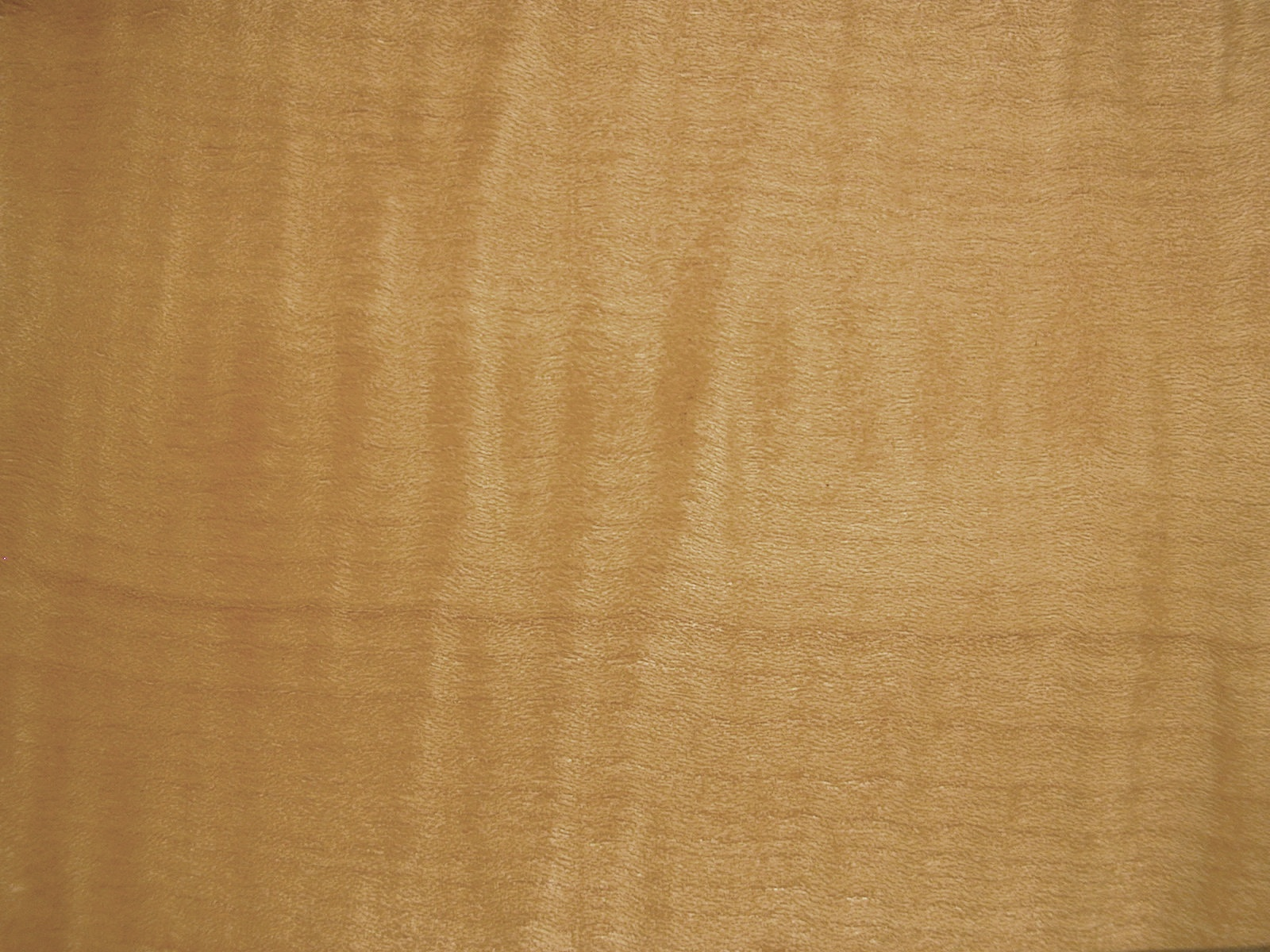
Riegel-Ahorn mit dem typischen welligen Faserverlauf

In der Holzverarbeitung ist bei der Herstellung von Furnieren die Maserung von besonderer Bedeutung. Als Maserfurniere werden nur solche mit besonders auffälliger Textur bezeichnet. In der Regel entstehen diese beim Anschneiden von Holz mit starken Verwachsungen, wie sie bei Wurzel- oder Maserknollen auftreten.
Das Bild angeschnittener Jahresringe, die auf der Holzoberfläche parabelförmig auslaufen, wird als Fladerung bezeichnet.